# پهناب‌محله
ده پهناب محله، روستایی از توابع بخش مرکزی شهرستان جویبار در استان مازندران ایران است.

## جمعیت
این روستا در دهستان سیاهرود قرار داشته و براساس آخرین سرشماری مرکز آمار ایران که در سال ۱۳۸۵ صورت گرفته، جمعیت آن ۶۱۰نفر (۱۷۷خانوار) بوده‌است.